# Spongodes crystallina
Spongodes crystallina är en korallart som först beskrevs av Kükenthal 1905.  Spongodes crystallina ingår i släktet Spongodes och familjen Nephtheidae. Inga underarter finns listade i Catalogue of Life.